# Melambo
Melambo est un village du Cameroun situé dans le département de la Kadey et la région de l'Est. Il est localisé dans la commune de Nguelebok.

## Population
En 1966, le village comptait 195 habitants, principalement des Kaka.
Lors du recensement de 2005, on y dénombrait 405 personnes.

## Infrastructures
Melambo dispose notamment d'une école publique , d'un puits qui alimente le village en eau , d'un relais communautaire de santé.